# Факультет товарознавства і торговельного підприємництва Київського національного торговельно-економічного університету
Факультет торгівлі та маркетингу Київського національного торговельно-економічного університету (ФТМ КНТЕУ) — факультет Київського національного торговельно-економічного університету. Заснований у 1966 році у складі Київського торговельно-економічного інституту. Факультет очолює — кандидат технічних наук, доцент кафедри товарознавства та експертизи харчових продуктів Осика Віктор Анатолійович.
До складу факультету входить 4 кафедри:
- товарознавства та експертизи непродовольчих товарів;
- товарознавства та експертизи харчових продуктів;
- торговельного підприємництва;
- сучасних європейських мов.

На факультеті здійснюється підготовка за напрямом «Товарознавство і торговельне підприємництво»

## Структура
До складу факультету входить 4 кафедри:
- Кафедра товарознавства та експертизи непродовольчих товарів;
- Кафедра товарознавства та експертизи харчових продуктів;
- Кафедра торговельного підприємництва;
- Кафедра сучасних європейських мов.

На факультеті здійснюється підготовка за напрямом «Товарознавство і торговельне підприємництво». Професійні спрямування:
- Товарознавство та комерційна діяльність;
- Управління товарними системами та мерчандайзинг;
- Товарознавство та комерційна логістика;
- Товарознавство та організація зовнішньої торгівлі;
- Товарознавство та експертиза в митній справі;
- Експертиза товарів та послуг.

### Кафедра товарознавства та експертизи непродовольчих товарів
Кафедра товарознавства та експертизи непродовольчих товарів була створена в 1966 році. Кафедрою завідує доктор технічних наук, професор, академік Української технологічної академії Ніна Василівна Мережко. Основна мета кафедри полягає у підготовці висококваліфікованих спеціалістів — товарознавців-експертів, товарознавців та експертів у митній справі, які володіють знаннями у галузі товарознавства, оцінки якості та проведення експертизи товарів. Статегія кафедри полягає:
- у розширенні матеріально-технічної бази кафедри;
- використанні сучасних методів дослідження якості товарів, проведення експертизи;
- підготовці молодих висококваліфікованих спеціалістів, які володіють сучасними науковими методами дослідження;
- запровадженні сучасних розробок у навчальний процес та ін.

Кафедра готує фахівців за спеціальностями «Товарознавство та експертиза в митній справі» та «Товарознавство та комерційна діяльність» (спеціалізації «Товарознавство та комерційна логістика» та «Товарознавство та організація зовнішньої торгівлі»), освітньо-кваліфікаційних рівнів бакалавр, спеціаліст, магістр. Є аспірантура та докторантура. Високий професійний рівень викладачів дає змогу готувати спеціалістів високої кваліфікації. Підготовка спеціалістів ведеться за новітніми технологіями із застосуванням комп'ютерної техніки.
На кафедрі створені сучасні кабінети та лабораторії, які оснащені зразками товарів, приладами для контролю показників якості. Вперше на кафедрі створено гемологічний кабінет для діагностики та експертизи ювелірних товарів, коштовного каміння, дорогоцінних металів та сплавів. Викладання цих курсів проводять викладачі, які пройшли стажування у Німеччині, Польщі, Росії.
Комп'ютерний клас кафедри має сучасні комп'ютери, ліцензовані та авторські програми для вивчення різних дисциплін, поточного, підсумкового контролю знань студентів та виконання завдань до самостійної роботи. На кафедрі створюється музей товарів.

### Кафедра товарознавства та експертизи харчових продуктів
Кафедра товарознавства та експертизи харчових продуктів була заснована у 1966 році. Завідувач кафедри — доктор технічних наук, доцент, Наталія Притульська.
Кафедра готує фахівців за спеціальностями «Товарознавство та торговельне підприємицтво» (спеціалізація «Управління товарними системами та мерчандайзинг») і «Експертиза товарів та послуг», освітньо-кваліфікаційних рівнів бакалавр, спеціаліст, магістр. На кафедрі сформовані наукові школи під керівництвом професорів: Ганни Рудавської, Віктора Колтунова, Наталії Орлової, Наталії Притульської.
Кафедра є провідною щодо розробки стандартів освіти, освітньо-кваліфікаційних характеристик, освітньо-професійних програм, засобів діагностики якості освіти освітньо-кваліфікаційних рівнів бакалавр, спеціаліст, магістр напрям підготовки «Товарознавство та торговельне підприємництво», «Експертиза товарів та послуг». Кафедра є членом Українського товариства товарознавців та Міжнародного товариства товарознавства та технологій (IGWF).
Колектив кафедри бере активну участь у міжнародних договорах співдружності із навчальними закладами Польщі (м. Краків та м. Познань), Молдови, Білорусі, Росії.
Навчальні та науково-дослідні лабораторії кафедри оснащені сучасним обладнанням для дослідження якості, проведення експертизи та визначення фальсифікації товарів, є комп'ютерний клас. Створено виставку фальсифікованих продовольчих товарів.

### Кафедра торговельного підприємництва
Кафедра торговельного підприємництва була заснована у 2009 році. Вона є випусковою з підготовки фахівців за спеціальністю «Товарознавство і торговельне підприємництво» («Товарознавство та комерційна діяльність») освітньо-кваліфікаційних рівнів бакалавр, магістр. Завідувач кафедри — доктор економічних наук, професор, заслужений працівник освіти України Олександр Корольчук.
Підготовка фахівців здійснюється за ступеневою системою: бакалавр-спеціаліст, магістр. Після закінчення бакалаврату студенти продовжують навчання за рівнем спеціаліст або магістр. Відбір студентів на магістеріум здійснюється відповідно до Положення про організацію ступеневої освіти в КНТЕУ, що стимулює студентів до набуття якісних теоретичних знань і практичних умінь.
На кафедрі працюють 12 викладачів; з них 1 — доктор економічних наук, 2 — професори, 6 — доцентів та 3 асистенти. Серед професорсько-викладацького складу є «Заслужений працівник освіти України», член-кореспондент Академії економічних наук України, Відмінники освіти України.
Кафедра забезпечує навчальний процес в університеті методичними розробками з курсів, що читаються нею: програмами та робочими програмами, опорними конспектами лекцій, завданнями для розгляду кейсів, ситуаційних задач й проведення інших видів практичних занять тощо. Значна частина дисциплін забезпечена авторськими підручниками та навчальними посібниками (електронними навчальними посібниками).

### Кафедра сучасних європейських мов
Кафедра сучасних європейських мов була створена у 1966 році і є найчисельнішою кафедрою КНТЕУ. Очолює кафедру доцент Алла Латигіна. Кафедра спрямовує свої зусилля на удосконалення процесу викладання іноземних мов відповідно до вимог підготовки висококваліфікованих конкурентоспроможних сучасних фахівців.
На кафедрі викладають такі дисципліни:
- іноземна мова за професійним спрямуванням (англійська, німецька, французька)
- ділова іноземна мова (англійська, німецька, французька)
- друга іноземна мова (німецька, французька, іспанська, новогрецька, польська)
- друга ділова іноземна мова (німецька, французька, іспанська, новогрецька, польська)
- латинська мова
- українська мова за професійним спрямуванням

На кафедері здійснюється перекладацька робота, пов'язана з міжнародними зв'язками КНТЕУ. Кафедра бере участь у всіх міжнародних проектах, ініційованих ректоратом та випусковими кафедрами. Переважна більшість викладачів кафедри пройшла стажування за кордоном: у Великій Британії, США, Франції, Бельгії, Греції, Німеччині.

## Організація навчального процесу
Навчання на товарознавчому факультеті проводиться за новітніми технологіями в аудиторіях із найсучаснішим обладнанням. Студенти мають можливість працювати у комп'ютерних класах, які обладнано сучасними засобами обчислювальної техніки (ПЕОМ). Це дає змогу щоденно працювати на персональному комп'ютері, опановувати найбільш розповсюджені програмні продукти, що сприяє підготовці сучасних висококваліфікованих фахівців.
На факультеті застосовується триместрова форма організації навчання — три триместри у навчальному році (початок триместрів — вересень, січень, квітень). На факультеті двічі на триместр проводиться поточна атестація студентів, яка дозволяє активізувати і стимулювати їх навчання. За фахом студенти беруть участь у науково-дослідних роботах, які здійснюються на кафедрах факультету під керівництвом провідних викладачів. За результатами проведеної науково-дослідної роботи студенти виступають із доповідями на університетських, міжвузівських та міжнародних конференціях.
Студентам додатково надається можливість отримати диплом референта-перекладача з іноземних мов та диплом про вищу освіту державного зразка Франції за напрямом «менеджмент», пройти військову підготовку з присвоєнням офіцерського звання.
Випускники факультету мають можливість продовжити навчання в аспірантурі та докторантурі КНТЕУ та інших торговельно-економічних вузах (термін навчання — 3 роки) за спеціальностями «Товарознавство харчових продуктів», «Товарознавство промислових товарів».
На факультеті працює спеціалізована вчена рада із захисту кандидатських і докторських дисертацій на здобуття наукового ступеня кандидата та доктора технічних наук.

## Співробітництво
Товарознавчий факультет здійснює підготовку спеціалістів за держзамовленням та за договорами з юридичними і фізичними особами на умовах повного відшкодування витрат.
Факультет співпрацює з Державною митною службою України, Міністерством економіки та з питань європейської інтеграції України, Державним комітетом України з питань технічного регулювання та споживчої політики, Торгово-промисловою палатою України, торговельними фірмами та підприємствами різних форм власності.
Товарознавчий факультет ефективно інтегрується з європейською та світовою системами освіти. Згідно з програмою міжнародного співробітництва, найкращі за рейтингом студенти мають змогу здобувати освіту за кордоном:
- Австрія — Економічний університет (м. Відень)
- Польща — Економічний університет (м. Катовиці), Економічний університет (м. Краків), Економічний університет (м. Познань), Вища морська школа (м. Гдиня)
- Росія — Російський державний торговельно-економічний університет
- Білорусь — Білоруський університет народного господарства
- Молдова — Молдовський кооперативний університет
- Китай — Китайський південно-центральний економічний і юридичний університет (м. Ухань)
- США — університет штату Луїзіана Агроцентр